# Fishkill (villa)
Fishkill es una villa ubicada en el condado de Dutchess en el estado estadounidense de Nueva York. En el año 2000 tenía una población de 1,735 habitantes y una densidad poblacional de 764 personas por km².

## Geografía
Fishkill se encuentra ubicada en las coordenadas 41°32′08″N 73°53′56″O / 41.53556, -73.89889. Según la Oficina del Censo, la ciudad tiene un área total de 2,3 km² (0,9 mi²), de la cual 2,3 km² (0,9 mi²) es tierra y 0 km² (0 mi²) (2.60%) es agua.

## Demografía
Según la Oficina del Censo en 2000 los ingresos medios por hogar en la localidad eran de $36,344, y los ingresos medios por familia eran $59,737. Los hombres tenían unos ingresos medios de $48,750 frente a los $31,898 para las mujeres. La renta per cápita para la localidad era de $26,504. Alrededor del 4.5% de la población estaban por debajo del umbral de pobreza.